# Evangelos Damaskos
Evangelos Damaskos (in greco Ευάγγελος Δαμάσκος; Acharnes, ... – ...; fl. XIX secolo) è stato un astista greco.

## Biografia
Partecipò alle gare di atletica leggera delle prime Olimpiadi moderne che si svolsero ad Atene nel 1896, nel salto con l'asta, vincendo la medaglia di bronzo, dopo aver saltato 2,60 m.

## Palmarès
| Anno | Manifestazione  | Sede  | Evento           | Risultato | Prestazione | Note |
| ---- | --------------- | ----- | ---------------- | --------- | ----------- | ---- |
| 1896 | Giochi olimpici | Atene | Salto con l'asta | Bronzo    | 2,60 m      |      |